# Women on Web

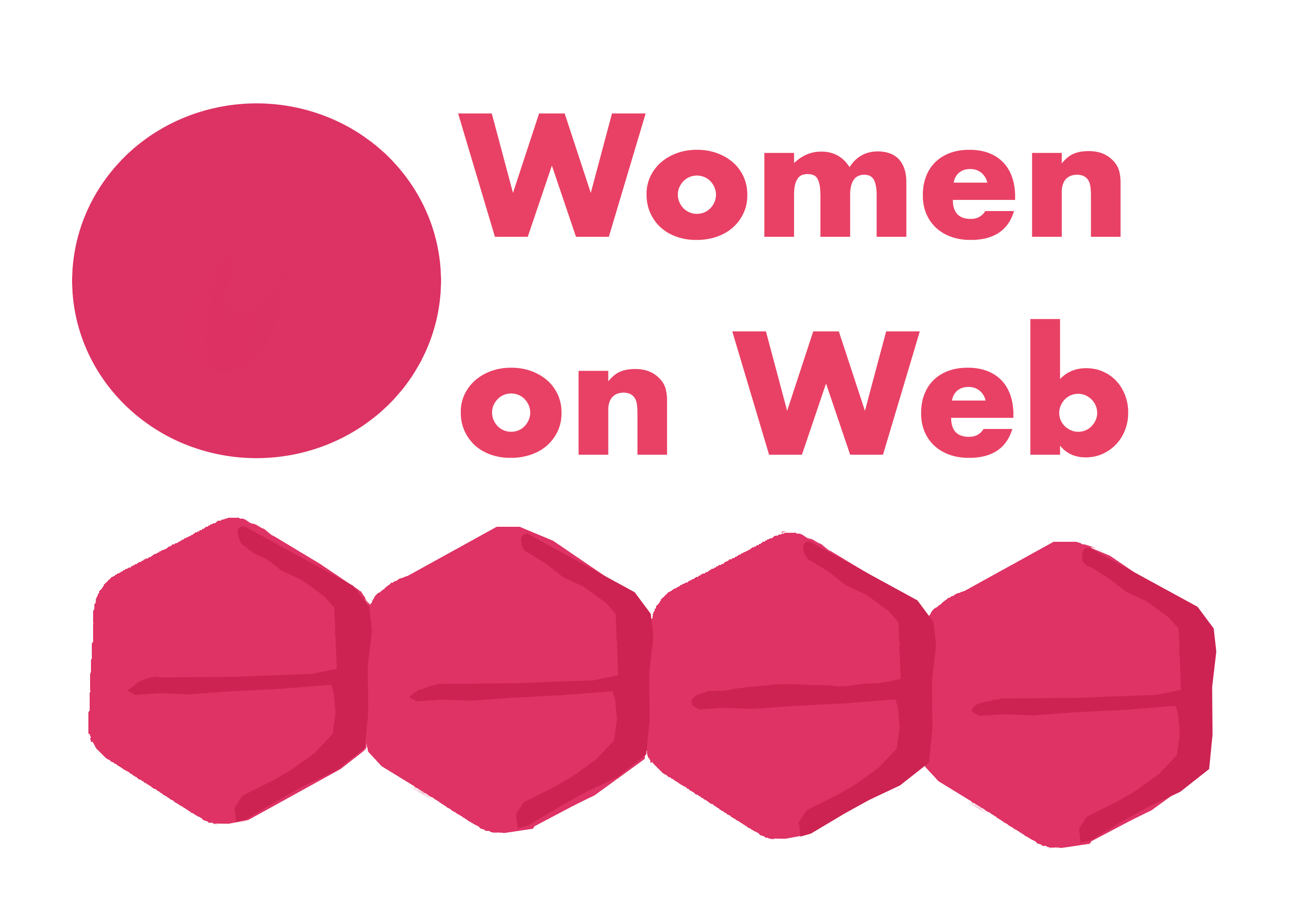
Logo Women on Web

Women on Web (Kobiety w Sieci) – kanadyjska organizacja non-profit ułatwiająca dostęp do aborcji farmakologicznej. Prowadzi internetową poradnię ginekologiczną umożliwiającą farmakologiczne przerwanie ciąży kobietom w państwach, w których nie ma dostępu do bezpiecznych usług aborcyjnych. Organizacja została założona przez Rebeccę Gomperts, holenderską lekarkę, w 2005 roku.
Helpdesk organizacji Women on Web zapewnia informacje i wsparcie w 16 językach, w tym po polsku, angielsku, arabsku, francusku, niemiecku, japońsku, koreańsku, węgiersku, indonezyjsku, włosku, persku, portugalsku, rosyjsku, hiszpańsku, tajsku i turecku. Zespół medyczny zapewnia konsultacje medyczne online i ułatwia dostarczanie pigułek aborcyjnych pocztą.
Samodzielnie przeprowadzana aborcja farmakologiczna jest możliwa przy zastosowaniu mifepristonu i mizoprostolu w warunkach domowych w ciągu pierwszych 12 tygodni ciąży. Mifepriston i mizoprostol przerywają ciążę z 97% skutecznością w ciągu pierwszych 60 dni ciąży.

## Internetowa usługa pomocy w aborcji
Women on Web wsparło ponad 100 000 osób w uzyskaniu dostępu do bezpiecznej aborcji za pomocą tabletek. Chętni mogą zamówić pigułki aborcyjne za pośrednictwem strony internetowej, wypełniając formularz konsultacji online. Po zapoznaniu się z konsultacją przez zespół medyczny, wielojęzyczny dział pomocy skontaktuje się z daną osobą w celu poinformowania o kolejnych krokach. Zazwyczaj pigułki aborcyjne są wysyłane w ciągu od 24 do 48 godzin po przesłaniu konsultacji. Dostawa tabletek może potrwać od 1 do 3 tygodni. Do Polski paczki przychodzą zwykle w przeciągu 7-14 dni.
Od lutego 2022 r. Women on Web oferuje możliwość wcześniejszego zakupu pigułek aborcyjnych na wypadek niechcianej ciąży.

## Badania
Szereg badań naukowych dotyczących wyników aborcji i doświadczeń kobiet, które skorzystały z usługi Women on Web, dowiodło, że aborcja za pośrednictwem telemedycyny jest bezpieczna, wysoce skuteczna i zadowalająca dla kobiet. Zostało to potwierdzone przez Światową Organizację Zdrowia, która uznała, że aborcje wykonywane z pomocą Women on Web są bezpieczne.
Badanie z 2008 roku opublikowane w British Journal of Obstetrics and Gynaecology wykazało, że kobiety są w stanie samodzielnie podawać mifepriston i misoprostol w domu, bez konieczności fizycznej wizyty lekarza, zakładając, że otrzymają odpowiednie informacje i instrukcje.

## Cenzura
Strony internetowe Women on Web są objęte cenzurą w kilku krajach, ale istnieją sposoby, aby uzyskać dostęp do ich internetowych konsultacji dotyczących aborcji, nawet jeśli główna strona jest niedostępna. Women on Web utrzymuje kilka stron internetowych w językach lokalnych, aby obejść cenzurę online i rozszerzyć dostęp do swoich usług.